# Dmytro Leonkin
Dmytro Maksymowytsch Leonkin (ukrainisch Дмитро Максимович Леонкін; * 16. Dezember 1928 in der Oblast Rjasan, Russische SFSR; † 1980 in Lwiw, Ukrainische SSR) war ein sowjetischer Turner aus der Ukraine.

## Erfolge
Dmytro Leonkin, der für VS Lwiw turnte, nahm an den Olympischen Spielen 1952 in Helsinki teil. Im Einzelmehrkampf belegte er den 78. Rang, am Sprung den geteilten 19. Platz. Am Boden platzierte er sich auf dem geteilten Rang 27, am Reck dem geteilten 43. Platz. Weit abgeschlagen war Leonkin am Barren mit Rang 127 und am Pauschenpferd mit Rang 164.
Wesentlich erfolgreicher war er an den Ringen, an denen er mit 19,40 Punkten zusammen mit dem Schweizer Hans Eugster den dritten Platz belegte und hinter seinen Landsleuten Hrant Schahinjan und Wiktor Tschukarin die Bronzemedaille gewann. Sein bestes Resultat gelang ihm im Mannschaftsmehrkampf. Zusammen mit Iossif Berdijew, Jewgeni Korolkow, Wladimir Beljakow, Walentin Muratow, Michail Perlman, Hrant Schahinjan und Wiktor Tschukarin erzielte er mit 574,40 Punkten den Bestwert des Wettkampfes und erhielt als Olympiasieger die Goldmedaille.